# Gustav Heinzmann
Gustav Heinzmann (* 22. März 1920 in Frankfurt am Main; † 22. Juli 2006 ebenda) war ein deutscher Physiker und Erfinder.

## Leben
Gustav Heinzmann wurde als Sohn eines Schwarzwälder Holzbildhauers im Frankfurter Stadtteil Seckbach geboren. Seine Geburt verlief schwer, er blieb daher Einzelkind. Nach dem Besuch der Zentgrafenschule riet die Volksschullehrerin zum Besuch einer höheren Schule. 1930 wechselte er daher zur Bornheimer Mittelschule (in Deutschland bis 1964 Bezeichnung für: Realschule). Als Vierzehnjähriger nahm er dort an einem Schülerpreisausschreiben teil. Seine Arbeit zum Thema „Stadt und Land, Hand in Hand“ wurde als beste des Landes Hessen und als zweitbeste im ganzen Deutschen Reich bewertet, in Berlin erhielt er daher den 2. Preis ausgehändigt. In der Mittelschule erwies sich, dass er eine Begabung für Physik hatte. Seine Eltern ermöglichten ihm daher den Wechsel zur Helmholtz-Oberrealschule für Jungen im Frankfurter Ostend, die ihrem Namenspatron entsprechend den naturwissenschaftlichen Zweig betonte. Dort lernte er unter anderem seinen neuen Klassenkameraden Heinz-Herbert Karry kennen, der jedoch schon nach der Mittleren Reife von der Schule abging. Heinzmann blieb und machte später sein Abitur. Sein Abiturzeugnis wies in Physik ein „sehr gut“ aus. Nach der Schulzeit blieb er mit Heinz-Herbert Karry – bis zu dessen Ermordung – und den anderen Klassenkameraden in Kontakt und organisierte Treffen seines Jahrgangs „HOR Sexta 1930“. Um die Kontakte zu erhalten, trat er dem Verein ehemaliger Helmholtzschüler (VEH) bei, der bereits seit 1925 bestand.
Von 1938 bis 1940 absolvierte er bei der Radiofabrik Max Braun in Frankfurt am Main ein Praktikum. 1940 schloss sich eine kurze Wehrdienstzeit an, nach der er bis zum Jahr 1943 an der Technischen Hochschule Darmstadt Physik studierte. Nachdem der Betreuer seiner Diplomarbeit, der Experimentalphysiker Wolfgang Finkelnburg, als Ordinarius an die Universität Straßburg berufen wurde, erhielt Heinzmann dort eine Stelle als Wissenschaftlicher Assistent. Seine Diplomhauptprüfung an der Uni Straßburg bestand er „mit Auszeichnung“. Thema seiner Diplomarbeit war: „Der Anodenfall des freibrennenden Kohlelichtbogens“.
Bedingt durch den Verlauf des Zweiten Weltkrieges wurde das Physikalische Institut der Universität Straßburg im Herbst 1944 nach Bopfingen in Württemberg verlegt und nach Kriegsende im Sommer 1945 aufgelöst. Zusammen mit einem Kollegen aus dem Institut gründete er ein eigenes Unternehmen, die Firma Phymeg in Bopfingen. Sie befasste sich mit der Entwicklung und Reparatur physikalisch-medizinischer Geräte.
Im Jahr 1947 lud ihn Fritz Fetzer zu einer Veranstaltung ein, deren Ziel es war, den Verein ehemaliger Helmholtzschüler nach dem Krieg wieder zu reaktivieren. Heinzmann erneuerte seine Mitgliedschaft.
1949 nahm er eine Stelle in seinem ehemaligen Praktikumsbetrieb an, der Radiofabrik Max Braun in Frankfurt am Main. Dort war er mit der Entwicklung von Rundfunkgeräten sowie von Mess- und Prüfgeräten für die Fertigung beschäftigt. 1952 schied er jedoch auf eigenen Wunsch wieder aus, weil er durch Friedrich-Wilhelm Gundlach von der TH Darmstadt ein Assistentenstipendium bei der Deutschen Forschungsgemeinschaft (DFG) erhielt. Damit wurde es ihm möglich, seine durch das Kriegsende verhinderte Promotion nachzuholen. Am Institut für Fernmeldetechnische Geräte und Anlagen der TH Darmstadt war er von 1952 bis 1954 Wissenschaftlicher Assistent. Gundlach entwickelte mit seinem Team in den Folgejahren den elektronischen Analogrechner ELRAD, der später am Darmstädter Institut für Praktische Mathematik (IPM) bei Alwin Walther betrieben wurde (1957).
In den Jahren 1954 bis 1956 war er bei der Firma Hartmann & Braun als Leiter des Labors für Gasanalyse mittels Infrarotstrahlung angestellt. Von 1956 bis 1958 war er im gleichen Unternehmen  Leiter der Wissenschaftlichen Informationsstelle.
Nachdem Gundlach die Universität gewechselt hatte, musste Heinzmann die TH Darmstadt mehrfach mahnen, um endlich einen Prüfungstermin zu erhalten. 1958 war es dann soweit. Mit seiner praktisch-mathematischen Dissertation „Das Verhalten der Triode im Laufzeitgebiet bei hohen Aussteuerungsgraden“ erhielt er den akademischen Grad eines Doktor-Ingenieurs (Dr.-Ing.). Gegenstand seiner Dissertation war die Arbeitsorganisation höchstfrequenztechnischer Rechnungen, die Entwicklung von Rechenschemata und Operationsfließbildern für die Rechenmaschine.
Im selben Jahr lernte Heinzmann seine spätere Frau Paula (geborene Langes) bei einer Wanderung nach Triberg im Schwarzwald kennen. Sie stammte aus Kleve am Niederrhein. 1959 heirateten die beiden.
Ab dem 1. Januar 1959 war Gustav Heinzmann Wissenschaftlicher Referent beim Verein Deutscher Ingenieure (VDI) in Düsseldorf, ab 1. Januar 1961 wurde er dort Geschäftsführer der Fachgruppe Regelungstechnik des VDI/VDE. Am 1. Juni 1968 wechselte er nach Frankfurt am Main und übernahm dort beim Verband Deutscher Elektrotechniker (VDE) eine Stelle als Leiter der Literatur-Abteilung, wo ihm unter anderem die Redaktion des verbandseigenen Schnelldienstes oblag, die Bearbeitung von Monographien und Erfahrungsberichten. Nebenbei war er für die Weiterentwicklung der systematischen Klassifikation des chemischen Apparatewesens und für die Vorbereitung von Tagungen des VDE zuständig.
Während dieser Zeit gründete Heinzmann in Frankfurt am Main die Gesellschaft für Arbeitsmethodik (GfA), in der eine seiner weiteren Begabungen zur Geltung kam: die philosophische Betrachtung des Sinnes menschlicher Arbeit sowie die Formulierung eines Regelwerkes für partnerschaftliches Verhalten im Arbeits- und Privatleben. Als Vorsitzender leitete er auch Seminare, so zum Beispiel zum Thema „Kreativitätssteigerung mit der ganzheitlichen Methodik“. 1990 erhielt er die Ehrenmitgliedschaft dieser Gesellschaft.
Privat sorgte Heinzmann für eine ausgeglichene Freizeitbeschäftigung und eine Distanz zu seiner Arbeit. Neben seiner Passion für das Wandern und Fahrradfahren war er bei der Sängervereinigung 1875 Seckbach aktiv sowie im Kultur- und Geschichtsverein Seckbach. Er engagierte sich für die Vereinbarkeit von Christentum und Naturwissenschaft, setzte sich für den Naturschutz und gegen den Bau von Autobahnen auf Frankfurter Stadtgebiet sowie gegen eine Erweiterung des Frankfurter Flughafens ein. Damit bezog er dezidiert eine Gegenposition zu seinem ehemaligen Schulkameraden Heinz-Herbert Karry, der als Hessischer Minister für Wirtschaft vehement für beide Baumaßnahmen eintrat.
Im Jahr 1983 ging Heinzmann in Pension. Reisen unternahm er mit seiner Frau nur innerhalb Deutschlands, das Autofahren lehnten beide grundsätzlich ab. Im Stadtteil Seckbach ließen beide das elterliche Wohnhaus Heinzmanns aus dem Jahr 1875 in der Zeuläckerstraße erweitern und behielten es als Alterssitz.
Heinzmann nahm den Ruhestand nicht wörtlich und widmete seiner wissenschaftlichen Forschung mehr Zeit und investierte dafür den Großteil seines Vermögens. Im Jahr 2000 erhielt er das Patent der „Schaltungsordnung zum Beseitigen von Störsignalen im Empfangssignal eines Funkempfängers, die von Nachbarkanälen ausgehen, mittels Kompensation der Störsignale“ und 2001 das Patent für das „Verfahren zum Beseitigen von Störsignalen im Empfangssignal eines Funkempfängers mittels automatisierter Entstör-Kompensation und Schaltungsanordnung zum Durchführen des Verfahrens“. Laienhaft verständlich auf den Punkt gebracht, erfand er schlicht und einfach die Lösung gegen den so genannten „Wellensalat“, das Überschneiden verschiedener Sendesignale und die damit einhergehenden Störungen beim Empfang.
Am 10. Februar 2005 erlitt er eine große Hirnblutung, die eine vollständige Lähmung seiner rechten Körperhälfte zur Folge hatte. Sprechen und schlucken waren ihm nicht mehr möglich, er musste daher mit einer Magensonde ernährt werden. Seine Frau pflegte ihn bis zuletzt. Am 22. Juli 2006 verstarb Gustav Heinzmann.